# Melissa Friedrich
Melissa Friedrich (* 6. Mai 1997 in Guxhagen) ist eine deutsche Fußballspielerin, die seit 2016 bei Bayer Leverkusen unter Vertrag steht.

## Karriere

### Vereine
Friedrich wechselte im Sommer 2013 vom OSC Vellmar zum 1. FFC Frankfurt, für deren B-Juniorinnen sie in der Bundesliga Süd zum Einsatz und zudem zu ersten Einsätzen für das Zweitligateam kam. Im Oktober 2014 gewann sie mit der Hessenauswahl den U-18-Länderpokal und wurde im Anschluss als beste Spielerin ausgezeichnet. Kurz zuvor rückte sie in den Bundesligakader der Frankfurterinnen auf, blieb in dieser Saison aber noch ohne Pflichtspieleinsatz. Auch in der Folgesaison kam sie hauptsächlich in der 2. Bundesliga Süd zum Einsatz, ehe sie am 15. Februar 2016 (13. Spieltag) beim 4:1-Sieg gegen die TSG 1899 Hoffenheim ihr Bundesligadebüt gab; sie wurde in der 84. Minute für Marith Prießen eingewechselt.
Zur Saison 2016/17 unterzeichnete sie einen Vertrag beim Ligakonkurrenten Bayer 04 Leverkusen.

### Nationalmannschaft
Die Abwehrspielerin bestritt 2013 zwei Länderspiele für die U-16-Nationalmannschaft und gehörte im Frühjahr 2014 dem Kader für die U-17-Weltmeisterschaft in Costa Rica an, wo sie ein Turnierspiel bestritt. 2016 qualifizierte sie sich mit der U-19-Nationalmannschaft für die Jahrgangseuropameisterschaft in der Slowakei.

## Sonstiges
Melissa Friedrich ist die Schwester von Marvin Friedrich, der ebenfalls Fußballprofi ist.

## Erfolge
- U-18-Länderpokalsiegerin 2014 (mit der Hessenauswahl)
- Aufstieg in die Bundesliga 2018 (mit Bayer 04 Leverkusen)